# Malandro (álbum de Chico Buarque)
Malandro é um disco do músico brasileiro Chico Buarque. Foi lançado no ano de 1985.

## Faixas[2]
| N.º | Título                                                | Compositor(es) | Duração |  |
| 1.  | "A volta do malandro - (Chico Buarque)"               |                | 2:49    |  |
| 2.  | "Las muchachas de Copacabana - (Ney Matogrosso)"      |                | 2:06    |  |
| 3.  | "Hino da repressão - (Ney Latorraca)"                 |                | 2:17    |  |
| 4.  | "O último blues - (Gal Costa)"                        |                | 4:38    |  |
| 5.  | "Tango do covil - (os Muchachos)"                     |                | 2:47    |  |
| 6.  | "Sentimental - (Zizi Possi)"                          |                | 3:16    |  |
| 7.  | "Aquela mulher - (Paulinho da Viola)"                 |                | 2:01    |  |
| 8.  | "Palavra de mulher - (Elba Ramalho)"                  |                | 2:46    |  |
| 9.  | "Hino da repressão - (segundo turno) (Chico Buarque)" |                | 2:06    |  |
| 10. | "Rio 42 - (Bebel)"                                    |                | 3:06    |  |